# Ноймюнстер
Ноймюнстер (нем. Neumünster) — город в Германии, город земельного подчинения, расположен в земле Шлезвиг-Гольштейн. Расположен в 70 километрах к северу от Гамбурга и в 30 километрах к югу от Киля.
Население составляет 76 830 человек (на 31 декабря 2010 года). Занимает площадь 71,63 км². Официальный код — 01 0 04 000.
Важный железнодорожный узел, стоит на пересечении линий Гамбург — Киль и Ноймюнстер — Фленсбург. Город подразделяется на 9 городских районов.

## Фотографии

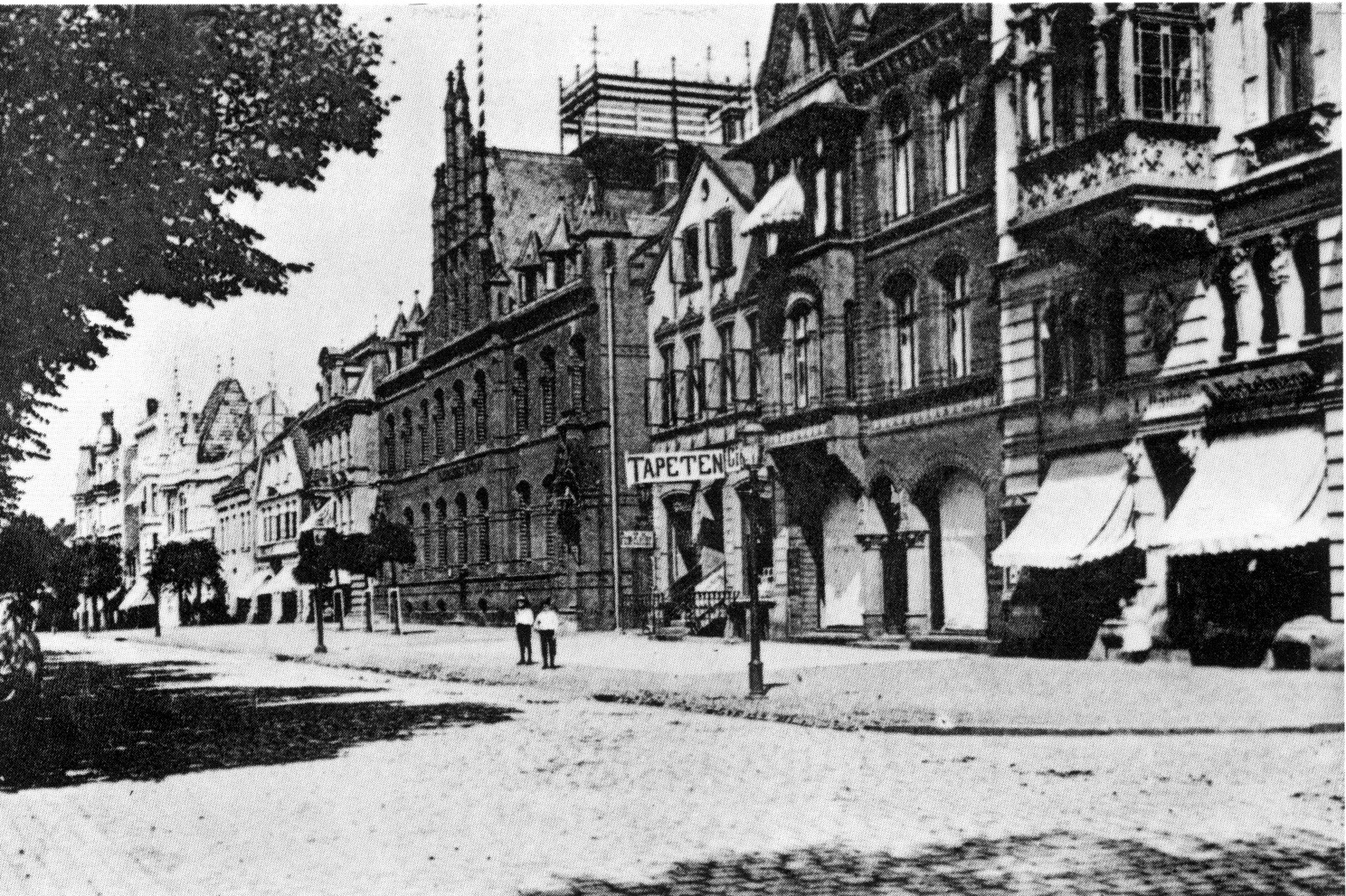
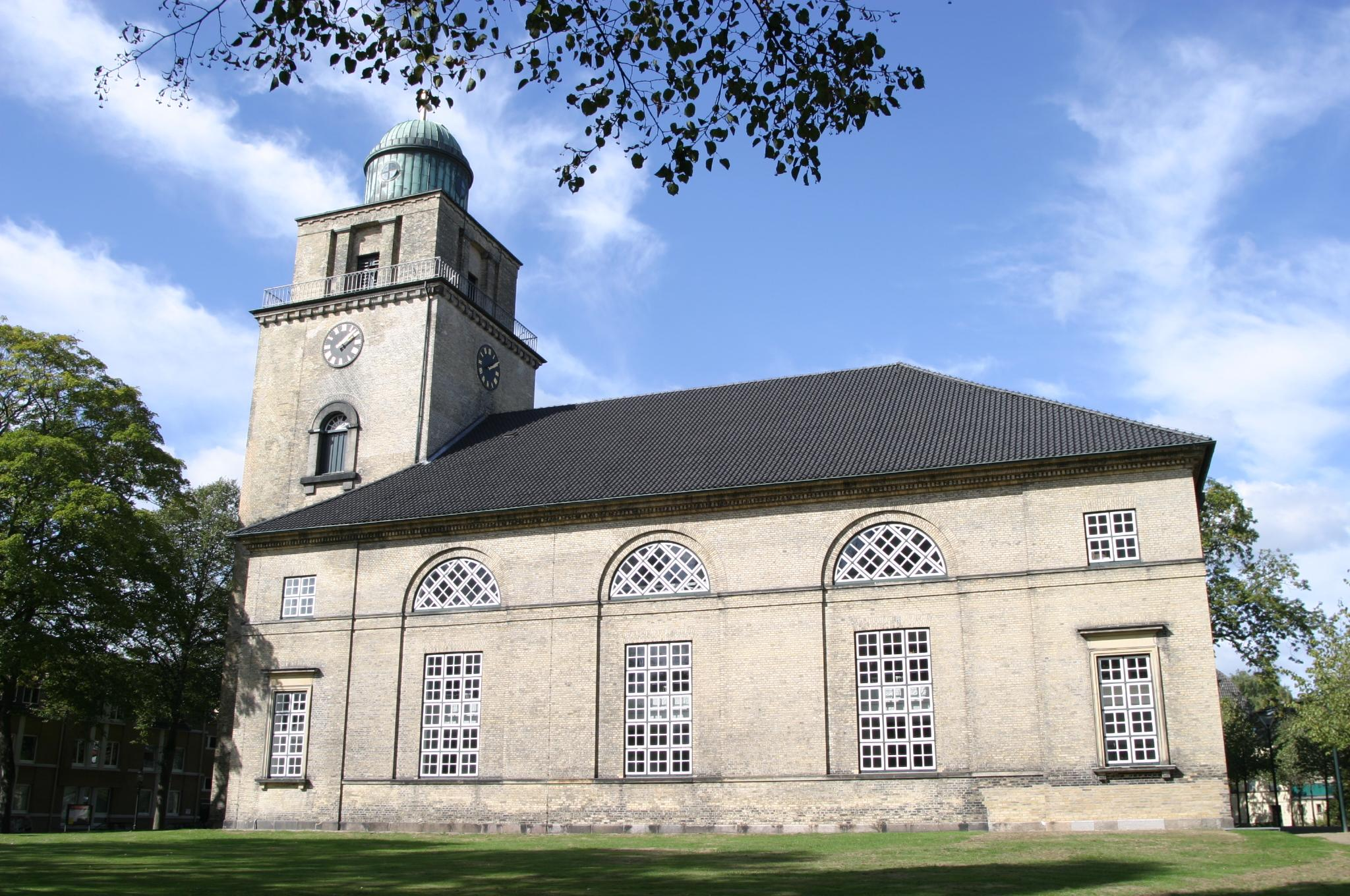